# 佐々行政
佐々 行政（さっさ/ささ ゆきまさ）は、戦国時代から安土桃山時代にかけての武将。織田・豊臣・徳川三氏に仕えた老練な鷹匠。通称は淡路守。

## 生涯
尾張の戦国大名・織田信長に鷹匠として仕え、その後、羽柴秀吉の鷹匠頭となった。
天正13年（1585年）、秀吉の紀州征伐に従軍し、3月22日、細川忠興・大谷吉隆・稲葉典通・筒井定次・伊藤長弘・行政は、積善寺城に派遣され、同城は忠興の火砲で攻撃を受けて降伏した。
天正18年（1590年）の小田原征伐では、7月、小田原城落城後、自害した北条氏政・氏照兄弟の検使を石川貞清などとともに務めた。
天正20年（1592年）、文禄・慶長の役では鷹匠衆850人を率いて肥前名護屋城に滞陣している。
文禄2年（1594年）に諸大夫成を果たし、官位を受けた。
『太閤様御代配分帳』によれば、慶長2年（1597年）頃には6,000石の知行を領していた。
この頃、佐々行政は出羽秋田の安東氏に対する豊臣政権の肝煎（取次）を務めていた。秋田実季と浅利頼平との間で紛争が発生した際には実季の側に立ち、浅利方の浅野長政（長吉）との交渉を行っている。なお、「守矢家文書」では十人衆の一人となっている。ただし、従来、豊臣政権の十人衆と云われるものは五奉行と五大老をあわせたもので、裁判の受理・聴取を担当する吏僚であった。
慶長3年（1598年）1月4日付で浅野幸長から蔚山城の戦いについて書状を送られている 。
行政は、信長時代から徳川家康と懇意にしていた。文禄3年（1594年）5月28日付の家康から書状で、秀吉の伏見御成を承知した旨を行政に伝えるものである。以下に全文を引用する。
慶長4年（1600年※）12月初旬、『三河後風土記』によると、家康が三河時代を思い出して放鷹したいというので、増田長盛は、豊臣家の鷹匠である行政と増田若狭守に相談して作法を教わり、鷹師らをよび集め、鷹狩の手はずを整えさせた。8日、摂津茨木で鷹狩が行われ、鷹匠両人は褒美として服と黄金を賜り、鷹師には巻物と銀子、犬引・餌指といった卑賤の者共にも白銀・鳥目銭が与えられた。
慶長5年（1600年）6月、行政は家康の会津征伐に参加した。『重修譜』によると、行政は石川貞政や堀田一継と浜松城まで追いかけていって合流したという。8月12日、家康は加藤清正に対して肥後・筑後の加増を約束する書状を送ったが、その中で、行政は津田秀政とともに、より詳細な内容を清正に伝える役割を与えらたとされ、『大村記』では、行政と秀政は「肥後国両目付」とされている。9月15日の関ヶ原本戦にも、行政は織田有楽斎らとともに中山道沿いの先鋒与力として参戦する。戦闘で首級を上げ、一番首の功と（浅野幸長隊の）石川貞政と争うが、土岐重元の証言により、家康の裁定で行政が二番首となった。
慶長11年（1606年）春、榊原康勝の祝言に関わったことで、康勝の父の榊原康政から感謝の旨を記した書状が送られている。宛名は「佐々淡路様　人々御中」となっていた。
慶長18年（1613年）10月、駿府に出仕していたが、兄弟で改易された。富田信高が殺人犯を隠匿庇護した罪に連累したものとされる。
浪人後、豊臣家に仕官したらしく、慶長19年（1614年）の大坂の冬陣で、11月29日、徳川方の九鬼守隆が井楼櫓を攻めて、豊臣方の船奉行・佐々淡路守某の船印・鳥毛の棒を奪い、捕虜と首級と大船二隻、盲船一隻を鹵獲したという。